# Festival international du film d'Adana
Le Festival international du film d'Adana, connu auparavant sous le nom de Festival international du film d'Altın Koza est un festival du film qui se tient à Adana, en Turquie.
En 2018, le festival, qui a lieu chaque année depuis 2005, célèbre sa 25e édition.
L'événement est organisé par la municipalité métropolitaine d'Adana et a lieu en juin. À partir de 2006, le festival prend une dimension internationale dans le cadre du cinéma dans les pays du bassin méditerranéen.
Le festival, qui tire son nom du coton, la culture traditionnelle de la région, comprend des longs métrages nationaux, des courts métrages étrangers (depuis 2006) et des films d'étude de jeunes réalisateurs méditerranéens (à partir de 2008).